# Теории религии
Социологические и антропологические теории религии обычно пытаются объяснить происхождение и функции религии. Они определяют универсальные характеристики религиозных верований и практик.

## История
Уже в досократический период древние авторы выдвигали донаучные теории о религии. Геродот (484—425 г. до н. э.) считал богов Греции подобными богам Египта. Эвгемер (около 330—264 г. до н. э.) считал богов выдающимися историческими личностями, которым последователи в конечном итоге стали поклоняться.
Научные теории о религии, выведенные и проверенные сравнительным методом, появились после того, как в XVIII и XIX веках стали доступны данные о племенах и народах всего мира. Макс Мюллер (1823—1900) признаётся основоположником научного изучения религии; он призывал использовать сравнительный метод, который со временем превратился в сравнительное религиоведение.
Позднее Клиффорд Гирц (1926—2006) и другие поставили под сомнение саму возможность вывести общую теорию, которая охватывала бы все религии.

## Классификация
Теории религии можно разделить на:
- Содержательные (или эссенциалистские) теории, которые сосредотачиваются на содержании религий и их значении для людей. Этот подход утверждает, что у людей есть вера, потому что убеждения имеют смысл, ценны и понятны. Теории Тайлора и Фрэзера (с упором на объяснительную ценность религии для её приверженцев), Рудольфа Отто (с упором на важность религиозного опыта, в частности переживаний, которые одновременно захватывают и ужасают) и Мирчи Элиаде (с упором на тоску о потустороннем совершенстве, поиск смысла и закономерностей в мифологии различных религий) — примеры содержательных теорий.
- Функциональные теории, которые сосредотачиваются на социальных или психологических функциях религии для группы или человека. Проще говоря, функциональный подход рассматривает религию как «выполнение определённых функций для общества»[3]. Теории Карла Маркса (роль религии в капиталистических и докапиталистических обществах), Зигмунда Фрейда (психологическое происхождение религиозных верований), Эмиля Дюркгейма (социальная функция религий), а также теории Старка и Бейнбриджа служат примером функциональных теорий[4]. Этот подход обычно статичен, за исключением теории Маркса, и этим отличается, например, от взглядов Вебера, который рассматривает взаимодействие и динамические процессы, связанные с религиями и обществом в целом[5].
- Социально-реляционные теории религии, которые сосредотачиваются на природе или социальной форме верований и обычаев. Книга Чарльза Тейлора «Секулярный век»[6], как и работы Клиффорда Гирца, являются образцом этого подхода. Также этот подход выражен в аргументе Пола Джеймса[англ.] о том, что религия — это «относительно ограниченная система верований, символов и практик, рассматривающая природу существования через общение с другими и Иным, проживаемая как принятие и духовное преодоление социально обоснованных онтологий времени, пространства, воплощения и познания»[7]. Такой подход позволяет избежать дихотомии между имманентным и трансцендентным.

Кроме того, теории или описания религий можно классифицировать на основе следующих типов дихотомий:
- «инсайдерский» подход в сравнении с «аутсайдерским» (примерно соответствует «эмическому» в сравнении с «этическим»);
- подходы с точки зрения индивидуума или общества;
- подходы с точки зрения эволюционизма или релятивизма.

## Методология исследования
Ранние эссенциалисты, такие как Тайлор и Фрэзер, искали сходные верования и обычаи во всех сообществах, особенно примитивных, более или менее независимо от времени и места. Они в значительной степени полагались на отчёты миссионеров, первооткрывателей и администраций колоний. Все эти исследователи сами были религиозными и поэтому могли рассматривать феномен изнутри. Как правило, они не занимались полевыми исследованиями, а использовали периодические отчёты других людей. Поэтому их критиковали за нехватку универсальности, что многие из них признавали сами. Однако их теории можно было обновить на основе более свежих данных; так Роберт Рейналф Маретт (1866—1943) развил теории Тайлора об эволюции религии.
Полевые исследователи, специально посланные университетами и другими учреждениями для сбора более конкретных культурных данных, получили гораздо более обширную базу данных. Например, антрополог Э. Эванс-Притчард (1902—1973) считал подробное этнографическое изучение племенных религий более надёжным способом получения фактов. Он критиковал работы своих предшественников Мюллера, Тайлора и Дюркгейма, называя их непроверяемыми домыслами, а самих исследователей — «кабинетными антропологами».
Вторая методология, функционализм, ищет объяснения религии, идущие извне; учёные обычно (но не обязательно) сами являются атеистами или агностиками. Как и эссенциалисты, функционалисты перешли от изучения отчётов к полевым исследованиям. Однако они опираются на иные базовые тезисы; в частности, они применяют то, что называется «методологическим натурализмом». Они отвергают божественные или сверхъестественные объяснения происхождения религии или её роли в обществе, потому что таковые не поддаются научной проверке.
Функционалисты и некоторые из более поздних эссенциалистов (среди прочих Э. Эванс-Притчард) критиковали содержательный подход к религии как игнорирующий её социальные аспекты. Подобные критики дошли до того, что клеймили взгляды Тайлора и Фрэзера на происхождение религии как не поддающиеся проверке догадки. Они утверждают, что положение, будто монотеизм — более продвинутое верование, чем политеизм, представляет собой лишь предубеждение. Есть свидетельства того, что монотеизм более распространён в обществах охотников, чем в обществах земледельцев. Идея единообразного развития народных традиций подвергается критике, так как не поддаётся проверке; так считают писатели Эндрю Лэнг (1844—1912) и Э. Эванс-Притчард. Последний считает, что ранние культурные антропологи рассматривали культурную эволюцию как единообразную. Другие критики предполагают, что Тайлор и Фрэзер были индивидуалистами (ненаучными). Однако некоторые авторы считают этот подход обоснованным, в том числе антрополог Робин Хортон. Противопоставление двух фундаментальных теорий и спор относительно того, какие данные следует считать достоверными, сохраняется и по сей день.

## Содержательные (эссенциалистские) теории

### Эволюционные теории
Основные статьи: Эволюционное происхождение религий и эволюционная психология религии
Эволюционные теории рассматривают религию либо как форму адаптации, либо как побочный продукт. Адаптационистские теории рассматривают религию как имеющую ценность для выживания людей, поскольку она помогает им приспособиться к условиям жизни; эта её ценность возникла ещё во времена плейстоцена. Теории, рассматривающие религию как побочный продукт, считают её разновидностью антревольта.

### Эдуард Бёрнетт Тайлор
Антрополог Эдуард Бёрнетт Тайлор определил религию как веру в духовных существ и заявил, что вера эта возникла как объяснение природных явлений, в том числе жизни и смерти. Сны, в которых предположительно появлялись духи, первобытные люди трактовали как указание на способность человеческого разума существовать независимо от тела. Они использовали это как дополнение к объяснению жизни и смерти, а также веры в загробную жизнь. Мифы и божества возникли на основе аналогий и подобных дополнений для объяснения природных явлений. Теория Тайлора предполагала, что психика всех людей любой эпохи более или менее одинакова и что объяснения в культурах и религиях имеют тенденцию становиться более сложными с развитием монотеистических религий, таких как христианство, и, в конечном итоге, вырастают до науки. Обычаи и верования современных обществ, схожие с теми, что были в обществах первобытных, он описывал как пережитки, но не объяснял, почему они продолжают жить.

### Джеймс Джордж Фрэзер
Джеймс Джордж Фрэзер в своей книге «Золотая ветвь» в значительной степени следовал теориям Тайлора, но проводил различие между магией и религией. Магия используется для воздействия на мир природы в борьбе первобытного человека за выживание и при этом основана на слепой вере примитивных людей в контакт и схожесть. Например, примитивный человек может вызвать осадки, окропив землю водой. Автор также утверждал, что магия действует по определённым законам. В свою очередь, религия — это вера в то, что миром природы правят не законы, а одно или несколько божеств, наделённых личными качествами, и с ними можно договориться или их можно умилостивить.

### Рудольф Отто
Теолог Рудольф Отто сосредоточился на религиозном опыте, а точнее на моментах, которые он назвал нуминозными, что означает «совершенно иной». Он описал это как лат. mysterium tremendum (тайна устрашающая) и лат. mysterium fascinans (тайна очаровывающая). Он считал, что религия возникла именно из этого опыта.
Также Отто утверждал, что данные переживания возникают из особой, нерациональной способности человеческого разума, в значительной степени не связанной с другими способностями, поэтому религию нельзя сводить лишь к культуре или обществу. Некоторые из его взглядов, в том числе о том, что переживание нуминозного было вызвано трансцендентной реальностью, не поддаются проверке и, следовательно, ненаучны.
Его идеи сильно повлияли на сторонников феноменологического подхода к изучению религии, в том числе Мирчу Элиаде.

### Мирча Элиаде
Основные статьи: Миф о вечном возвращении и Иерофания
Подход Мирчи Элиаде вырос из феноменологии религии. Как и Отто, он рассматривал религию как нечто особенное и автономное, которое нельзя сводить только к социальному, экономическому или психологическому аспектам. Как и Дюркгейм, он рассматривал священное в качестве центрального компонента религии, но, в отличие от него, Элиаде указывал, что оно зачастую имеет отношение к сверхъестественной силе, а не к клану или обществу. Повседневная жизнь обычного человека связана со священным через явление, называемое иерофанией. Теофания (явление бога) — его частный пример. В «Мифе о вечном возвращении» Элиаде писал, что архаичные люди хотят приобщиться к священному и что они жаждут вернуться в потерянный рай вне зависимости от исторического времени для того, чтобы избежать бессмысленности. Так, первобытный человек не мог вынести того, что его борьба за выживание не имела смысла. Согласно Элиаде, человек испытывал ностальгию (тоску) по потустороннему совершенству. Архаичный человек хочет избежать ужаса времени и воспринимает время как циклическую систему. Исторические религии, такие как христианство и иудаизм, восстали против этой старой концепции. Они придали смысл и контакт со священным в самой истории через бога Израиля.
Элиаде искал и находил закономерности в мифах различных культур; таковыми, например являлись небесные боги, наподобие Зевса.
Методология Элиаде заключалась в сравнительном изучении религий различных культур и обществ, более или менее независимо от других их аспектов, часто полагаясь на отчёты свидетелей. Он также использовал некоторые личные познания о других обществах и культурах для своих теорий, в том числе из индуистской народной религии.
Его критиковали за расплывчатость в определении ключевых концепций. Подобно Фрэзеру и Тайлору, его также обвиняли в выборочном сравнении религиозных верований самых разных обществ и культур. Его также обвиняли в прорелигиозной предвзятости (относительно христианства и индуизма), хотя это предубеждение кажется несущественным в рамках его теории.

### Э. Эванс-Притчард
Антрополог Эдвард Эван Эванс-Притчард провёл обширные этнографические исследования среди народов занде и нуэр, которых общество и ранние учёные считали «первобытными». Эванс-Притчард же считал эти народы отличающимися от других, но не первобытными.
В отличие от предыдущих учёных, Эванс-Притчард не предложил великой универсальной теории и провёл обширные долгосрочные полевые исследования среди указанных народов, изучая их культуру и религию. Его работа представляла обширное исследование, а не просто мимолётный контакт, как у Элиаде.
Притчард утверждал, что религию занде нельзя понять без социального контекста и собственно социальной функции, которую та выполняет. Колдовство и оракулы сыграли большую роль в разрешении споров между представителями одного народа. В этом отношении он согласился с Дюркгеймом, хотя и признал, что Фрэзер и Тайлор были правы в наличии у религии также интеллектуально-объяснительного аспекта. Вера занде в колдовство и оракулов была вполне логичной и последовательной, так как существовали фундаментальные принципы. Утрата веры в них не могла бы быть воспринята из-за своей социальной значимости, и, следовательно, существовала продуманная система объяснений (или оправданий) в случае каких-либо обличающих свидетельств. Кроме того, альтернативной системы терминов или школы мысли у них не существовало.
Притчард резко критиковал более ранних теоретиков доисторических религий, за исключением Люсьена Леви-Брюля, утверждая, что они делали заявления о первобытных народах, не обладая достаточной инсайдерской информацией, чтобы их предположения получили научную значимость. Несмотря на похвалу работ Брюля, Эванс-Притчард не согласился с его утверждением о том, что представитель «доисторического» племени, говорящий «Я есть луна», является дологическим в своём воззрении; но если понимать высказывание метафорически, то в их собственной культуре утверждение точно имеет смысл.
Помимо занде, Эванс-Притчард также изучал соседние, но отличные от них племена нуэр. У последних была абстрактная монотеистическая вера, в чем-то похожая на христианство и иудаизм, хотя воплощений духов в ней было намного меньше. У них также был тотемизм, но уже как второстепенный аспект данной религии, и поэтому в обобщения Дюркгейма следует внести коррективы. Эванс-Притчард не предложил общую теорию религий, а только теорию религии народа нуэр.

### Клиффорд Гирц
Антрополог Клиффорд Гирц провёл несколько исследований в поселениях острова Ява. Он избегал субъективной и расплывчатой концепции групповых установок, используемой Рут Бенедикт, и использовал анализ сообщества, предложенный Толкоттом Парсонсом, адаптированный вариант работы Макса Вебера. Адаптация Парсонса разделяла все человеческие группы на три уровня, то есть
1. индивидуальном уровне, который контролируется
2. социальной системой, которая, в свою очередь, контролируется
3. культурной системой.
Гирц вслед за Вебером писал, что «человек — это животное, запутавшееся в сети значимости, которую он сам сплёл, и поэтому её анализ должен быть не экспериментальной наукой в поисках закона, а наукой интерпретирующей в поисках смысла». Гирц считал, что простых объяснений для описания религий и культур недостаточно: интерпретации тоже необходимы. Он выступал за то, что он называл насыщенными описаниями для интерпретаций символов в процессе наблюдения за их использованием, и благодаря этой работе он был известен как основатель символической антропологии.
Гирц представлял религию как одну из культурных систем общества. Он определил религию как:
(1) систему символов,
(2) которая способствует возникновению у людей сильных, всеобъемлющих и устойчивых настроений и мотиваций,
(3) формируя представления об общем порядке бытия и
(4) придавая этим представлениям ореол действительности таким образом, что
(5) эти настроения и мотивации кажутся единственно реальными.
Под символами Гирц имел в виду носителя, воплощающего концепцию, потому что он рассматривал религию и культуру как системы коммуникации.
Это определение подчёркивает взаимное подкрепление мировоззрения и этоса.
Хотя он использовал методологию, приближённую к той, что использовал Эванс-Притчард, он не разделял надежд последнего на формирование единой истории религии. Предложенная Гирцем методология была не научным методом естествознания, а методом историков, изучающих историю.

## Функциональные теории

### Карл Маркс
Социальный философ Карл Маркс придерживался материалистического мировоззрения. Согласно Марксу, динамика общества определялась производственными отношениями, то есть отношениями, в которые его члены должны вступать, чтобы производить средства к существованию.
Развивая идеи Людвига Фейербаха, он рассматривал религию как продукт отчуждения, способный облегчить непосредственные страдания людей, и как идеологию, маскирующую реальную природу социальных отношений. Он считал это случайной частью человеческой культуры, которая исчезла бы вместе с системой классового общества.
Однако эти утверждения ограничивались его анализом исторических отношений между европейскими культурами, политическими институтами и их христианскими религиозными традициями.
Марксистские взгляды сильно повлияли на понимание и выводы людей об обществе, в том числе на антропологическую школу культурного материализма.
Объяснения Марксом всех религий, всегда, во всех формах и эпохах никогда не принимались всерьёз многими экспертами в данной области, хотя значительная часть их и признаёт, что взгляды Маркса, возможно, объясняют некоторые аспекты религии.
В последних работах было высказано следующее допущение: пусть общепринятая оценка марксистского анализа религии и верна, это лишь одна сторона диалектического подхода, серьёзно рассматривающего разрушительные и примирительные моменты религии.

### Зигмунд Фрейд
Основные статьи: Будущее одной иллюзии, Тотем и табу, Этот человек Моисей и Эдипов комплекс
Зигмунд Фрейд считал религию иллюзией, верой, которая бы могла показаться истиной для людей. В отличие от Тайлора и Фрейдера, Фрейд попытался объяснить, почему религия никуда не исчезает, несмотря на отсутствие доказательств её догм. Также Фрейд утверждал, что религия — это в значительной степени бессознательная невротическая реакция на вытеснение. Под этим термином Фрейд имел в виду требование цивилизованного общества не выполнять желания индивида немедленно, а подавлять их . Рациональные аргументы в адрес человека, придерживающегося религиозных убеждений, никак на невротическую реакцию не воздействуют. Этот тезис вступает в противоречие с Тайлором и Фрэзером, которые рассматривали религию как рациональную и сознательную, хотя и примитивную, ошибочную попытку объяснить мир природы.
В своей работе Тотем и табу 1913 года он приводит предположительную историю возникновения и развития всех монотеистических религий. В книге он утверждал, что монотеистические религии выросли из убийства в клане отца его сыновьями. Этот случай подсознательно «воспроизводится» в человеческих обществах.
В книге Моисей и монотеизм Фрейд предположил, что Моисей был священником Эхнатона, который бежал из Египта после смерти фараона и увековечил монотеизм через другую религию.
Взгляд Фрейда на религию был включён в его более обширную теорию психоанализа, которую критиковали за ненаучность. Хотя попытка Фрейда объяснить историческое происхождение религий не была принята, его обобщённое мнение о том, что все религии происходят из неудовлетворённых психологических потребностей, в некоторых случаях все ещё принимается в качестве надёжного объяснения.

### Эмиль Дюркгейм
Эмиль Дюркгейм рассматривал концепцию священного как определяющую характеристику религии, а не как веру в сверхъестественное. Он видел в религии отражение заботы об обществе. Он основывал своё мнение на недавнем исследовании тотемизма среди австралийских аборигенов. Под тотемизмом он имел в виду, что у каждого из множества кланов был свой священный объект, растение или животное, его символизирующий. Дюркгейм видел в тотемизме изначальную и простейшую форму религии. Согласно Дюркгейму, анализ этой простой формы религии может стать фундаментом для более сложных религий. Он утверждал, что морализм нельзя отделить от религии. Священное, то есть религия, усиливает групповой интерес, который очень часто вступает в конфликт с интересами личности. Дюркгейм придерживался точки зрения, что функция религии — сплочённость группы, часто выполняемая посредством коллективно посещаемых ритуалов. Он утверждал, что эти групповые собрания давали особый вид энергии, который он назвал возбуждением. Эта энергия заставляла членов группы терять свою индивидуальность и чувствовать единство с богами и группой. В отличие от Тайлора и Фрэзера, он рассматривал магию не как религиозный, а как индивидуальный инструмент для достижения цели.
Предлагаемый Дюркгеймом метод прогресса и совершенствования состоит в том, чтобы сначала внимательно изучить религию в её простейшей форме в одном современном обществе, а затем — в другом, и только тогда сравнивать религии и только если эти сообщества в большинстве своём схожи. Эмпирическая основа взглядов Дюркгейма подверглась резкой критике после появления более подробных исследований австралийских аборигенов. В частности, определение религии как имеющей отношение только к священному, независимо от сверхъестественного, исследованиями не подтвердилось. Представленное в обобщённой и очень сильной форме Дюркгеймом утверждение о том, что религия имеет социальный аспект, стало влиятельным и неоспоримым.
Подход Дюркгейма положил начало функционалистской школе в социологии и антропологии. Функционализм — это социологическая парадигма, которая первоначально пыталась представить социальные институты как коллективные средства удовлетворения индивидуальных биологических потребностей, сосредоточив внимание на способах, которыми эти институты удовлетворяют социальные потребности, особенно в стабильности. Таким образом, поскольку Дюркгейм рассматривал общество как «организменную аналогию тела, в котором все части работают вместе, чтобы поддерживать равновесие целого, религия понималась как клей, скрепляющий общество».

### Бронислав Малиновский
Антрополог Бронислав Малиновский находился под сильным влиянием школы функционализма и утверждал, что религия родилась из борьбы со смертью. Он рассматривал науку как практическое знание, которое в изобилии необходимо каждому обществу для выживания, а магию считал неразрывно связанной с этим практическим знанием, но в целом имеющую дело с явлениями, которые люди контролировать не могут .

### Макс Вебер
Основные статьи: Харизматическая власть, Протестантская этика и дух капитализма
Макс Вебер считал, что истинные положения религиозного движения не имеют отношения к их научному изучению. Он представлял каждую религию как рациональную и последовательную в своём сообществе. Вебер признал, что религия имеет сильный социальный компонент, но расходился с Дюркгеймом, утверждая, например, в своей книге Протестантская этика и дух капитализма, что религия может быть движущей силой изменений в обществе. Вебер писал, что современный капитализм так быстро распространился частично из-за протестантской светской аскетической морали. Основное внимание Вебер уделял не развитию теории религии, а взаимодействию между обществом и религией, одновременно вводя концепции, которые до сих пор широко используются в социологии религии. Эти концепции включают:
- Социологическую типологию «секта-церковь», где Вебер проводил различие между этими двумя явлениями, заявляя, что членство в секте — это личный выбор, а членство в церкви определяется рождением. Позже типология была доработана его другом Эрнстом Трёльчем[16] . Согласно типологии, церкви, деноминации, конфессии и секты образуют континуум с уменьшающимся влиянием на общество. Секты — это группы протеста, отколовшиеся от общества, и как правило находящиеся в противоречии с ним.
- Идеальный тип, гипотетическую «чистую» или «ясную» форму, используемую в типологии.
- Харизматическую власть, где Вебер рассматривал харизму как изменчивую форму или авторитет, который зависит от признания уникальных качеств человека его последователями. Харизма может быть революционной силой, а власть может либо рационализироваться (то есть оказаться преобразованной в другие формы власти), либо исчезнуть после смерти харизматической личности[4].

В отличие от Маркса, Вебер имел дело со статусными группами, а не с классовой системой. В статусных группах основная мотивация — престиж и социальная сплочённость. Они также имеют разные уровни доступа к власти и престижу и косвенно — к экономическим ресурсам. В своём трактате о религии в Китае 1920 года он рассматривал конфуцианство как помощь определённой статусной группе, то есть образованной элите, в сохранении доступа к престижу и власти. Он утверждал, что оппозиция конфуцианства в отношении расточительности и бережливости делает маловероятным возникновение капитализма в Китае.
Вебер использовал концепцию Verstehen (по-немецки «понимание»), чтобы описать свой метод интерпретации намерения и контекста человеческой деятельности.

### Теория рационального выбора
Теория рационального выбора применялась к религии, в частности, социологами Родни Старком и Уильямом Симсом Бейнбриджем. Они рассматривали данный феномен как систему «компенсаторов», а людей как «рациональных субъектов, делающих выбор, который он(а) считает лучшим, рассчитывая при этом затраты и выгоды». Компенсаторы — это совокупность языка и практик, которые компенсируют нехватку физических ощущений или недостигнутую цель. Их можно разделить на конкретные компенсаторы (недостижения определённых целей) и общие компенсаторы (недостижения любой цели). Они определяют религию как систему компенсации, основанную на сверхъестественной силе. Основная база этой теории состоит в том, что компенсация контролирует выбор, или, другими словами, выбор осуществляется «рациональными субъектами», которые «рациональны потому что сосредоточены на удовлетворении желаний».
Было замечено, что социальные или политические движения, которые не достигают своих целей, часто трансформируются в религии. Когда становится ясно, что цели не могут быть достигнуты естественными средствами (по крайней мере, в течение жизни), участники движения будут обращаться к сверхъестественному с целью удовлетворить своё желание. Новые религиозные верования являются компенсаторами неудач в достижении первоначальных целей. Примером является движение контркультуры в Америке: первоначально участники стремились изменить общество и устранить несправедливость и скуку. Но поскольку данные цели оказались по каким-то причинам недостижимыми, они обратились к восточной и новейшей религии в качестве компенсаторов.
Большинство религий начинают свою жизнь в формате культа или секты, то есть группы, находящиеся в сильном напряжении с окружающим обществом, содержащие различные, противоречащие общественным нормам взгляды и убеждения. Со временем они, как правило, либо вымирают, либо становятся более авторитетными, мейнстримными и испытывают меньшее напряжение с обществом. Культы — это новые группы с абсолютно новой системой богословия, в то время как секты — это попытки вернуть господствующей (по их собственным убеждениям) религии её первоначальную чистоту. Основные устоявшиеся группы называются деноминациями. Приведённые ниже комментарии о формировании культов в равной степени применимы и к формированию сект.
Существует четыре модели формирования культа.
- Психопатологическая модель: религии зарождаются в период тяжёлого стресса в жизни основателя. Основатель страдает психологическими проблемами, которые он решает с помощью основания религии; при этом развитие религии является формой самотерапии или самолечения.
- Предпринимательская модель: основатели действуют как предприниматели, разрабатывая новый продукт (религию) для продажи потребителям (то есть обращения их в данную веру). Согласно этой модели, большинство основателей новых религий уже имеют опыт работы в религиозных группах, прежде чем образуют свою собственную. При этом они берут идеи из ранее существовавших религий и пытаются улучшить их, чтобы сделать более популярными.
- Социальная модель: здесь религия базируется на социальной имплозии. Члены религиозной группы проводят все меньше и меньше времени с людьми «извне» и все больше — друг с другом внутри нее. Уровень привязанности и эмоциональной связи между членами группы увеличивается, а их эмоциональные связи с членами вне группы сокращаются. Согласно социальной модели, когда происходит «отречение» от социума, группа естественным образом разрабатывает новое богословие и сопровождающие его ритуалы.
- Обыкновенные откровения: религия образуется, когда основатель интерпретирует обычные природные явления как сверхъестественные; например, приписывая своё творчество в изобретении религии какому-либо божеству.
- Некоторые религии чётко описываются той или иной моделью; хотя к каждой из религий может быть применима любая модель.

После основания секты или культа следующая задача основателя — привлечь в неё новых участников. Главными кандидатами являются те, кто открыт к религиозному обращению, но не принадлежит ни одной из существующих групп либо не вписывается в нее. Людей, не принадлежащих ни к одной из существующих групп либо не проявляющих интереса к религии вообще, обратить в новую веру трудно, тем более что положения сект и культов являются выходящими за рамки стандартов общества. Но и счастливых участников другой религиозной группы также трудно обратить, так как они имеют устоявшиеся социальные связи и вряд ли захотят разорвать их, чтобы присоединиться к новой вере. Лучшими кандидатами на религиозное обращение являются те, кто являются членами групп или были связаны с ними (тем самым демонстрируя интерес или открытость), но при этом существуют на периферии, не имея сильных социальных связей, которые бы им помешали вступить в новое сообщество.
Потенциальные участники различаются по уровню социальных связей. Новая религия лучше всего распространяется через уже существующие сети знакомств. Претендентов с небольшим количеством друзей легко вовлечь, но, не имея большого количества друзей для потенциального включения в группу, они не смогут вложиться в дальнейший рост организации. Кандидатов с большой сетью контактов труднее обратить в новую веру, поскольку они, как правило, больше инвестируют в основное сообщество; но они же могут привести много новых последователей.
Изначально культ может иметь довольно высокие темпы роста; но по мере того, как социальные контакты, которые обеспечивали их прирост, исчерпываются, скорость развития падает. С другой стороны, темп роста меняется в геометрической прогрессии (без учёта ограниченного количества потенциальных новообращённых): чем больше новых участников, тем больше миссионеров, ищущих новых кандидатов. Тем не менее, религиям может потребоваться очень много времени, чтобы за счёт естественного роста вырасти до больших размеров . Это часто приводит к тому, что лидеры культов сдаются через несколько десятилетий и прерывают связь организации с миром.
Культам и сектам трудно поддерживать свой первоначальный энтузиазм в течение более одного поколения. По мере того, как в секте или культе рождаются дети, участники начинают требовать более стабильной жизни. Когда это происходит, многих из более радикальных убеждений теряют или принижают значение и становятся более открытыми для окружающего общества; тогда они становятся деноминациями.
Теория религиозной экономики рассматривает различные религиозные организации, конкурирующие за последователей, во многом подобно тому, как предприятия конкурируют за потребителей. Теоретики утверждают, что настоящая религиозная экономика является результатом религиозного плюрализма, предоставляющего населению более широкий выбор верований. Согласно теории, чем больше религий, тем больше вероятность того, что население будет религиозным, что противоречит тезису о секуляризации.